# 不可判定问题
不可判定问题是可计算性理论和计算复杂性理论中定义的一类决定性问题，此类问题无法总是用单一算法得出正确的是/否的答案。停机问题是这类问题的一个代表：对于停机问题，没有算法能够正确判定任意程序是否会终止运行。

## 背景
决定性问题是一类根据从一个无限集合中选取的输入值，得出是或否的回答的问题。因此，根据传统定义，寻求答案为是的输入值之集合的问题，与决定性问题等价。